# راشيل هادن
راشيل هادن (بالإنجليزية: Rachel Haden)‏ هي مغنية أمريكية، ولدت في 11 أكتوبر 1971 في نيويورك في الولايات المتحدة.

## وصلات خارجية
- راشيل هادن على موقع IMDb (الإنجليزية)
- راشيل هادن على موقع ميوزك برينز (الإنجليزية)
- راشيل هادن على موقع إن إن دي بي (الإنجليزية)
- راشيل هادن على موقع ديسكوغز (الإنجليزية)